# 베들레헴주
| \| \| 요르단강 서안 지구 팔레스타인 \| v • d • e • h \| |                               |               |
| 제닌 카바티야 야바드 알야문 제닌주 툴카름 툴카름주 투바스주 투바스 나블루스 나블루스주 칼킬리야주 칼킬리야 살피트주 살피트 라말라알비레주 라말라 알비레 베이투니아 예리코 예리코주 동예루살렘 예루살렘주 베들레헴 베들레헴주 헤브론주 할훌 헤브론 야타 두라 아드다힐리아 |                               |               |
| Flag of Palestine | 요르단강 서안 지구 팔레스타인 | v • d • e • h |

베들레헴주(아랍어: محافظة بيت لحم)는 팔레스타인의 행정 구역으로, 요르단강 서안 지구에 속하며 예루살렘 남쪽에 위치한다. 주도는 베들레헴이며 인구는 180,116명(2006년 기준), 면적은 575km2인데 이 중 80km2는 팔레스타인이 관할한다. 지방 자치체 10개와 난민 수용소 3곳, 농촌 58개로 구성되어 있다.